# 雄略海底山
雄略海底山（英語：Yuryaku Seamount），又稱雄略海底平頂山，是一座位於太平洋夏威夷－皇帝海山鏈的海底平頂山，也是一個死火山。此山的名稱以雄略天皇命名。在4300萬年前最後一次火山爆發。

## 地質
雄略海底山的鹼性玄武岩與夏威夷群島的岩石相似。